# 米科拉伊夫卡 (韋塞利諾韋市鎮)
47°22′18″N 31°15′29″E / 47.37167°N 31.25806°E
米科拉伊夫卡（烏克蘭語：Миколаївка），是烏克蘭的村落，位於該國南部尼古拉耶夫州，由沃茲涅先斯克區的韋塞利諾韋市鎮負責管轄，始建於1809年，面積1.08平方公里，海拔高度18米，2001年人口616，人口密度每平方公里570.4人。